# Liste des aéroports à Djibouti
Voici une liste des aéroports de Djibouti, triés par emplacement.

## Carte
| \| 100 km1:5 610 000 \|Djibouti · Ambouli Ali-Sabieh Assa-Gueyla Chabelley Dikhil Herkale Moucha Obock Tadjoura |
| 100 km1:5 610 000                                                                                               |

## Aéroports
| Lieu                 | OACI | AITA | Nom                            |
| -------------------- | ---- | ---- | ------------------------------ |
| Aéroports civils     |      |      |                                |
| Ali-Sabieh           | HDAS | AII  | Aérodrome d'Ali-Sabieh         |
| Assa-Gaila (en)      | HDAG |      | Aéroport d'Assa-Gueyla (en)    |
| Chabelley            | HDCH |      | Base aérienne de Chabelley     |
| Dikhil               | HDDK |      | Aéroport de Dikhil (en)        |
| Djibouti             | HDAM | JIB  | Aéroport international Ambouli |
| Khor Angar           | HDHE |      | Aérodrome de Herkale           |
| Île Moucha           | HDMO | MHI  | Aéroport de Moucha             |
| Obock                | HDOB | OBC  | Aérodrome d'Obock              |
| Tadjourah            | HDTJ | TDJ  | Aérodrome de Tadjoura          |
| Aéroports militaires |      |      |                                |
| Djibouti             |      |      | Base aérienne de Djibouti      |